# Weinmannia vescoi
Weinmannia vescoi är en tvåhjärtbladig växtart som beskrevs av Emmanuel Drake del Castillo. Weinmannia vescoi ingår i släktet Weinmannia och familjen Cunoniaceae. Inga underarter finns listade i Catalogue of Life.